# Cattleya aclandiae
La Cattleya aclandiae es una especie de orquídea epífita que pertenece al género de las Cattleya. 

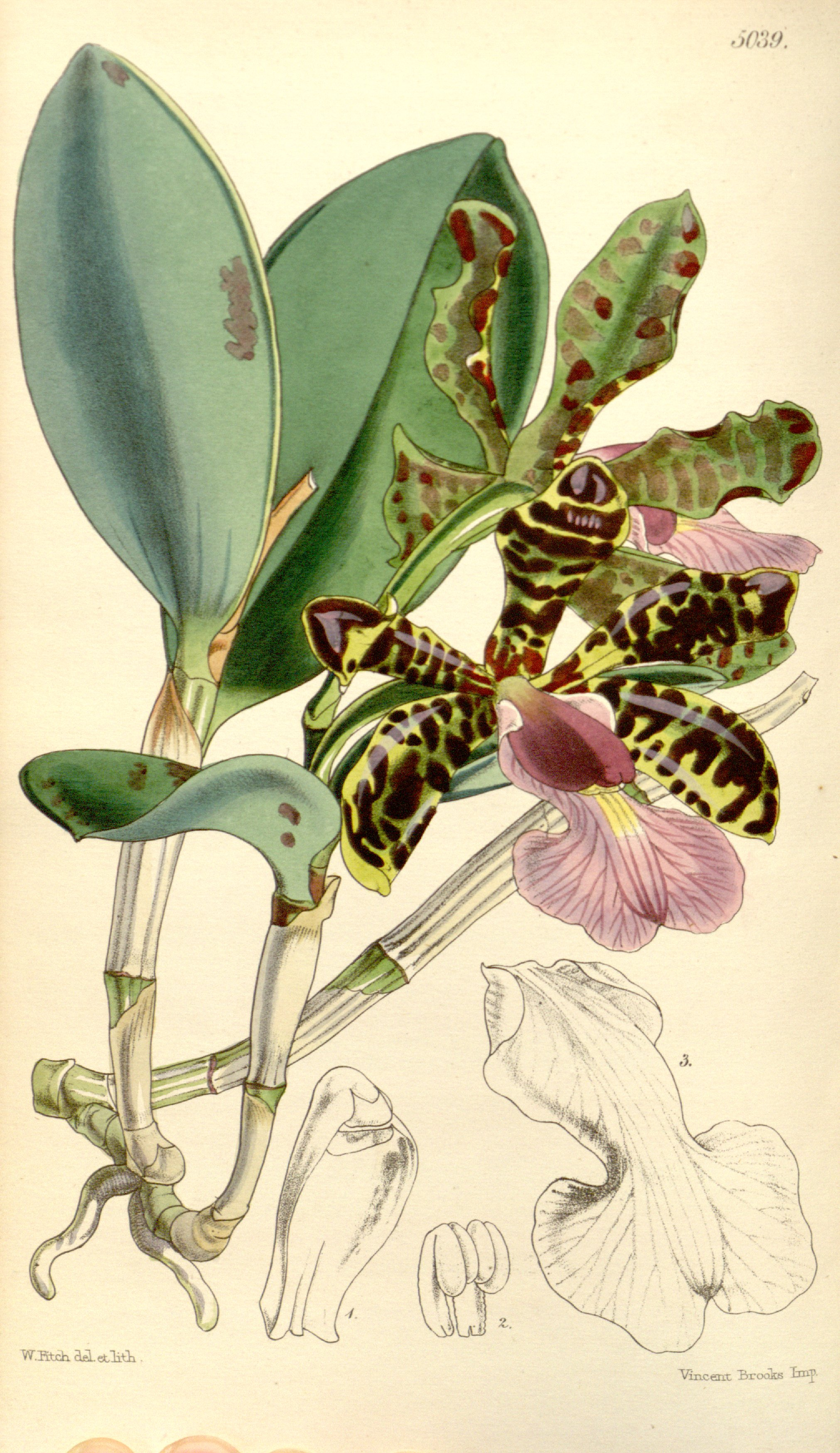
Ilustración

## Descripción
Es una orquídea de tamaño pequeño que tiene esbeltos pseudobulbos articulados, surcados que llevan dos hojas apicales, elípticas, gruesas, carnosas, manchadas, hojas obtusas y rojas. Florece en el verano y el otoño en una inflorescencia corta, terminal, que aparece dentro de las hojas en desarrollo y que lleva de una a dos flores, grandes en proporción a la planta, fragantes, de cera, de larga duración. Esta planta, definitivamente, aprecia un invierno seco después de lo cual florecerá en la primavera y principios del verano, e iniciará un nuevo ciclo de crecimiento. Esta es una de las Cattleya tolerantes a la luz y puede soportar un poco de sol directo.

## Distribución
Se encuentra en Brasil, en las zonas más secas, cerca de la costa, en las elevaciones de 100 a 400 metros, en las ásperas cortezas de los árboles, donde llueve poco. 

## Taxonomía
Cattleya aclandiae fue descrita por John Lindley y publicada en Edwards's Botanical Register 26: t. 48. 1840.
Etimología
Cattleya: nombre genérico otorgado en honor de William Cattley, orquideólogo aficionado inglés,
aclandiae: epíteto otorgado en honor de Lady Ackland, una entusiasta de las orquídeas de los años 1800.
Sinonimia
- Cattleya acklandiae Planch.
- Epidendrum aclandiae (Lindl.) Rchb.f.[1][4][5]